# Das Spinnennest
Das Spinnennest ist ein US-amerikanischer Spielfilm aus dem Jahr 1943. Motive aus den Sherlock-Holmes-Erzählungen Das gesprenkelte Band, Das Zeichen der Vier und Das gelbe Gesicht von Arthur Conan Doyle wurden in eine vollkommen neue Handlung eingebettet.

## Handlung
Eine Reihe mysteriöser Selbstmorde erregt die Aufmerksamkeit Englands und somit auch die des Meisterdetektives Sherlock Holmes. Alle Todesopfer hatten eines gemeinsam – sie waren leidenschaftliche Spieler. Nachdem Holmes seinen Tod vorgetäuscht hat, sucht er getarnt als indischer Offizier Rajni Singh das Spielcasino auf und trifft dort auf eine geheimnisvolle Dame namens Adrea Spedding, die den glücklosen Spielern gern finanziell unter die Arme greift. Als Adrea Spedding auch Singh Geld anbietet, geht er darauf ein. Die Versicherungspolicen der Spieler werden bei Strohmännern abgelegt und nachdem Adrea diese ermordet hat, kann sie diese früher oder später selbst einstreichen.
Doch Adrea ahnt bereits, dass es Holmes ist. Bald darauf kriecht eine riesige Spinne durch den Lüftungsschacht in Singhs Schlafzimmer. Dabei wird klar, dass Adrea ihre Morde bis ins Detail genau plant, so bringt z. B. ein Pygmäe die Spinne durch den Lüftungsschacht in das Schlafzimmer. Später probiert sie es mit einer tödlichen Rauchbombe. Holmes kann den Anschlägen entgehen und lässt vom Experten Gilflower die getötete Spinne untersuchen. Die Untersuchung ergibt, dass das Gift die Opfer in den Wahnsinn und in den Freitod treibt. Gilflower meint, dass nur ein gewisser Mr. Ordway solch besondere Spinnen untersuche. Doch der echte Mr. Ordway wurde ermordet, nachdem er Adrea zu gefährlich wurde; stattdessen begrüßt sie ein Komplize, der nach seiner Enttarnung flüchten kann. 
Sherlock Holmes findet Adreas angebliches Versteck auf einem Jahrmarkt. Dies war jedoch eine Falle, Holmes wird gefangen genommen und hinter eine Schießbudenfigur gesteckt. Watson – ein passionierter Schütze – schießt ihn mehrmals ahnungslos fast ab, ehe Holmes sich befreien kann. Adrea lässt sich nach ihrer Enttarnung widerstandslos von Inspector Lestrade festnehmen.

## Synchronisation
Die im gesamtdeutschen Fernsehen gezeigte Synchronfassung entstand 1969 für den Deutschen Fernsehfunk in der DDR und wurde am 19. Juni 1969 erstausgestrahlt. Aufgenommen wurde sie im DEFA Studio für Synchronisation, Weimar. Das Dialogbuch schrieb Eberhard Richter, die Dialogregie führte Wolfgang Thal.
Im Gegensatz zur Originalversion sind in der deutschen TV-Fassung von 1969 viele Schnitte enthalten, die vor allem aus politischen Gründen durchgeführt wurden. Dazu kommt eine verfälschende deutsche Übersetzung, die sich vor allem auf den stummen Neffen von Miss Spedding beziehen. Auf der untengenannten DVD wurden die Schnitte wieder rückgängig gemacht und allfällige verfälschende Szenen durch den englischen Originalton ersetzt.
Die zweite Fernsehsynchronisation, die 1980 im Auftrag des Fernsehens der DDR entstand, ist bis auf einen längeren Materialfehler komplett und unverfälscht. Sie entstand ebenfalls im DEFA Studio, jedoch am Standort Leipzig. Hier schrieb Dieter Döring die Dialoge, Walter Niklaus hatte die Regie inne. Diese Version lief auch unter dem Titel Die Spinnenfrau.
| Rolle                | Darsteller       | Synchronsprecher (1969) | Synchronsprecher (1980) |
| -------------------- | ---------------- | ----------------------- | ----------------------- |
| Sherlock Holmes      | Basil Rathbone   | Walter Niklaus          | Walter Niklaus          |
| Dr. Watson           | Nigel Bruce      | Alfred Bohl             | Hinrich Köhn            |
| Andrea Spedding      | Gale Sondergaard | Gisela Findeisen        | Marylu Poolman          |
| Inspector Lestrade   | Dennis Hoey      | Hans Gora               | Manfred Heine           |
| Norman Locke         | Vernon Downing   | Wolfgang Thal           | Wolfgang Jakob          |
| Radlik („Mr. Owdry“) | Alec Craig       | Georg-Heinrich Lange    | Fred-Arthur Geppert     |
| Adam Gilflower       | Arthur Hohl      | Paul Jaster             | Wolf Goette             |
| Mrs. Hudson          | Mary Gordon      | ?                       | Eva Mayer               |

## Motive aus dem Sherlock Holmes Kanon
Das gesprenkelte Band: Sherlock Holmes erkennt die Todesursache, eine Schlange, die Nachts eindringt, im Film ist es statt der Schlange eine Spinne.
Das Zeichen der Vier: Sherlock Holmes erkennt die Fußspur eines kleinen Menschen (Andamane) vor dem Fenster der Sholto-Brüder. Im Film erkennt Sherlock die Fußspur eines kleinen Menschen auf dem Dach im Schnee, hier sind es die Fußspuren eines Kindes.
Das letzte Problem: Sherlock fällt den Reichenbachfall zusammen mit Professor Moriaty herunter und alle glauben er sei verstorben, selbst Dr. Watson. Auch im Film glaubt Dr. Watson lange, dass Sherlock bei einem Angelunfall in Schottland ums Leben kam. Bei beiden wird es in der Presse gemeldet.
Ein Skandal in Böhmen: Sherlock erkennt bei Irene Adler als einziger Frau ihre Überlegenheit und ihre Raffinesse an. Zum Abschluss des Films erkennt Sherlock dies auch in Adrea wieder.

## Kritik
Die New York Times zählt den Film zu den besten der Serie.

## DVD-Veröffentlichung
- Das Spinnennest. Auf: Die Sherlock Holmes Collection. Teil 2. Special Edition (3-DVD-Set). Koch Media 2007